# Musée Antoine Lécuyer
Het Musée des Beaux-Arts Antoine Lécuyer of kortweg Musée Antoine Lécuyer staat in Saint-Quentin in het departement Aisne, Frankrijk. Het museum herbergt een collectie van 18e-eeuwse pastelportretten gemaakt door Maurice-Quentin de La Tour en van andere kunstvoorwerpen.

## Geschiedenis van het museum
Bankier Antoine Lécuyer (1793-1878) uit Picardië wilde zijn kunstcollectie van La Tour op een deftige plek samengebracht behouden zien. Deze bankier had fortuin gemaakt door de spaarkas Caisse Lécuyer op te richten. Lécuyer schonk zowel de collectie als een gebouw en de nodige fondsen voor het beheer in 1876 aan de stad Saint-Quentin. Dit was twee jaar voor zijn dood. Architect Charles-Napoléon Pinguet-Védie (1806-1889), de stadsarchitect, zorgde ervoor dat het gebouw ingericht werd als een museum. 
In 1886 volgde de inhuldiging van het museum Antoine Lécuyer. Zoals het zijn laatste wens was, werden zijn pastels van Maurice-Quentin de La Tour er tentoongesteld als centraal thema. De stad had intussen in de jaren 1881-1882, nog voor de inhuldiging, een schenking van kunst ontvangen van de gebroers Félix en Josias Le Sérurier, twee gegoede burgers uit Saint-Quentin.
Tijdens de Eerste Wereldoorlog werd het museum grotendeels verwoest tijdens beschietingen, maar een groot deel van de kunstwerken had de Duitse bezetter veilig opgeborgen in Maubeuge.
In de jaren 1928-1932 liet de stad het museum heropbouwen. Ze koos voor een kopie van het Pavillon de Hanovre, een 18e-eeuws stadspaleis in classicistische stijl in Parijs gebouwd door hertog de Richelieu. Het was de taak van architect Paul Bigot (1870-1942) om dit plan uit te tekenen. Met de financiële hulp van David David-Weill (1871-1952), voorzitter van de Vrienden van het Museum, kon het stadsbestuur het museum herbouwen en heropenen.
Naast de pastels van Maurice-Quentin de La Tour zijn er schilderijen te vinden van de hand van onder meer Jean-Philippe Baratier, Louise-Catherine Breslau, Jean-Baptiste Corot, Gaspar de Crayer, Michel-François Dandré-Bardon, André Devambez, Henri-Jean Guillaume Martin, Augustin Théodule Ribot, Johann Heinrich Roos en Louis Tocqué. 
Het museum bezit beeldhouwwerken van Franse meesters zoals Jean-Antoine-Marie Idrac (1849-1884).
Er hangt ook een pastel van Maurice Quentin de La Tour met een portret, dat door het museum genoemd wordt als voorstellende Johanna Elisabeth de Geer (1708-1766) naar de veronderstelling van Philippe Godet in zijn biografie over Belle van Zuylen. Deze tante van haar was getrouwd met Jan Maximiliaan van Tuyll van Serooskerken. Echter Simone Dubois en Pierre H. Dubois beschrijven uitvoerig in hun biografie Zonder Vaandel dat het waarschijnlijker is dat het voorstelt Maria Anne van Singendonck (1729-1790), de tante getrouwd met Hendrik Willem Jacob van Tuyll van Serooskerken (1713-1800), de oom wonend in kasteel Groenesteyn te Oud-Zuilen waar La Tour in 1766 zijn pastels van de familie maakte.

Pastels van Maurice-Quentin de La Tour
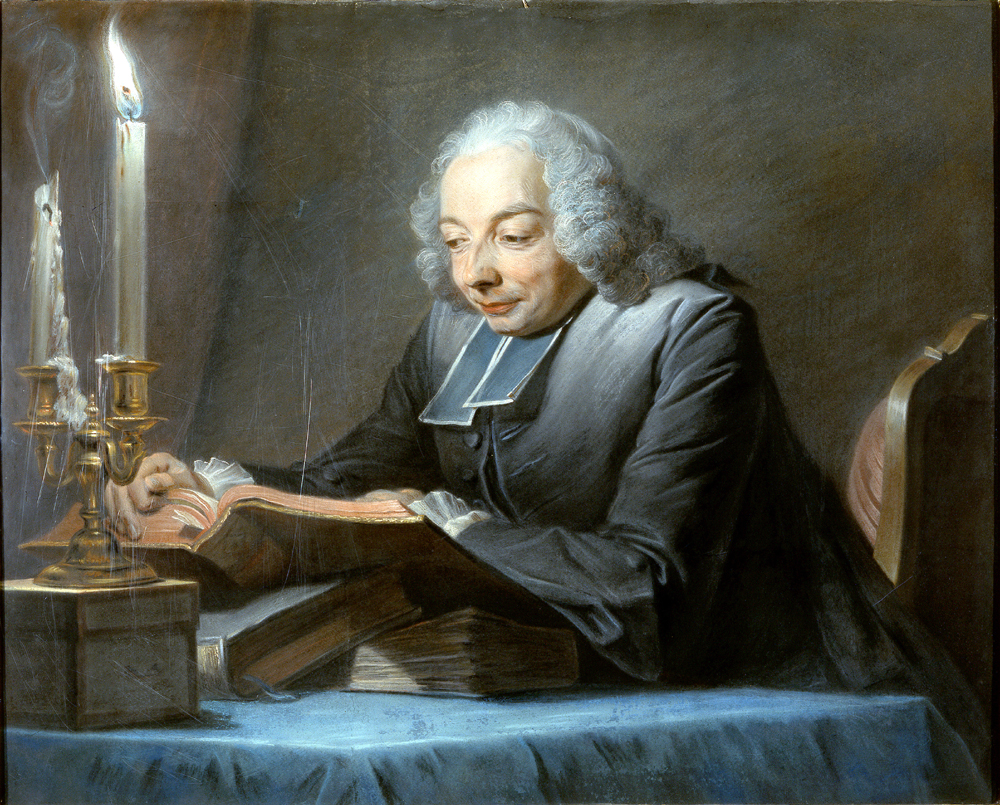
Abbé Jean-Jacques Huber (1742).
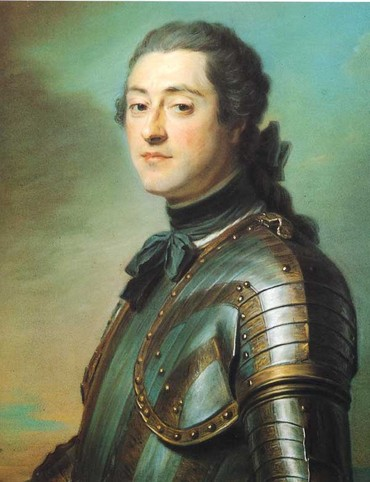
Marc-René, markies de Voyer d'Argenson (circa 1753).
Marie Fel (1757).
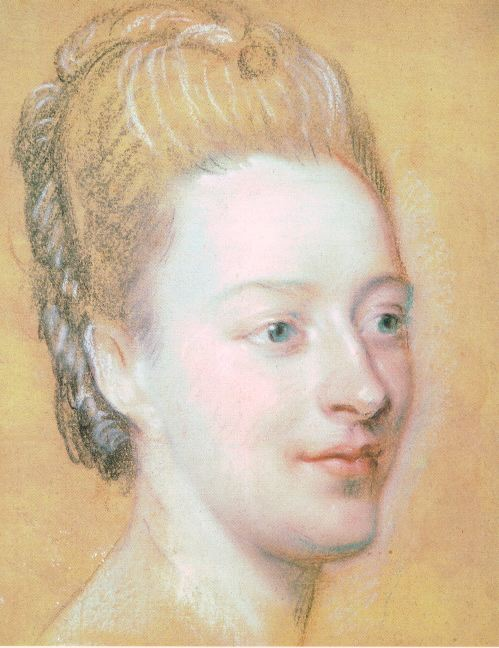
Isabelle de Charrière (1771).
Jean-Jacques Rousseau.
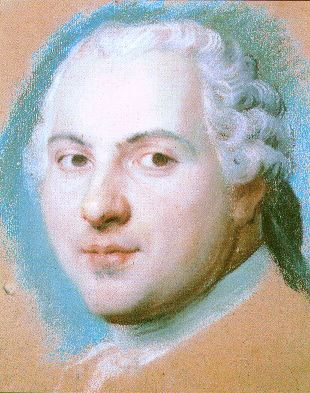
Lodewijk van Frankrijk, dauphin.
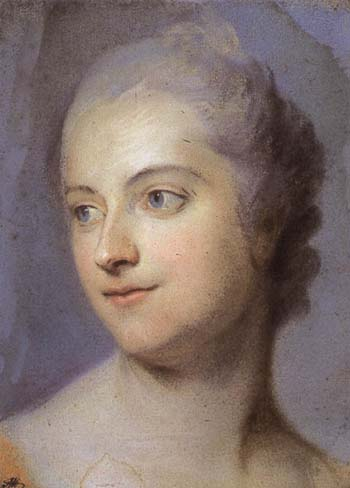
Markiezin de Pompadour (tussen 1748 en 1752).
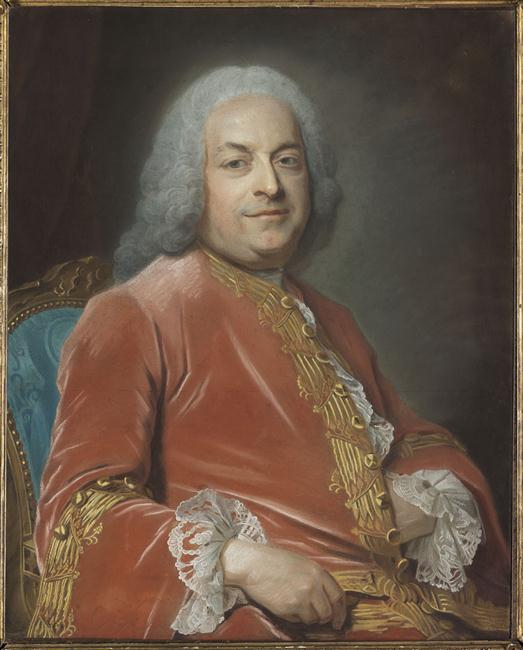
Antoine Gaspard Grimod de La Reynière.
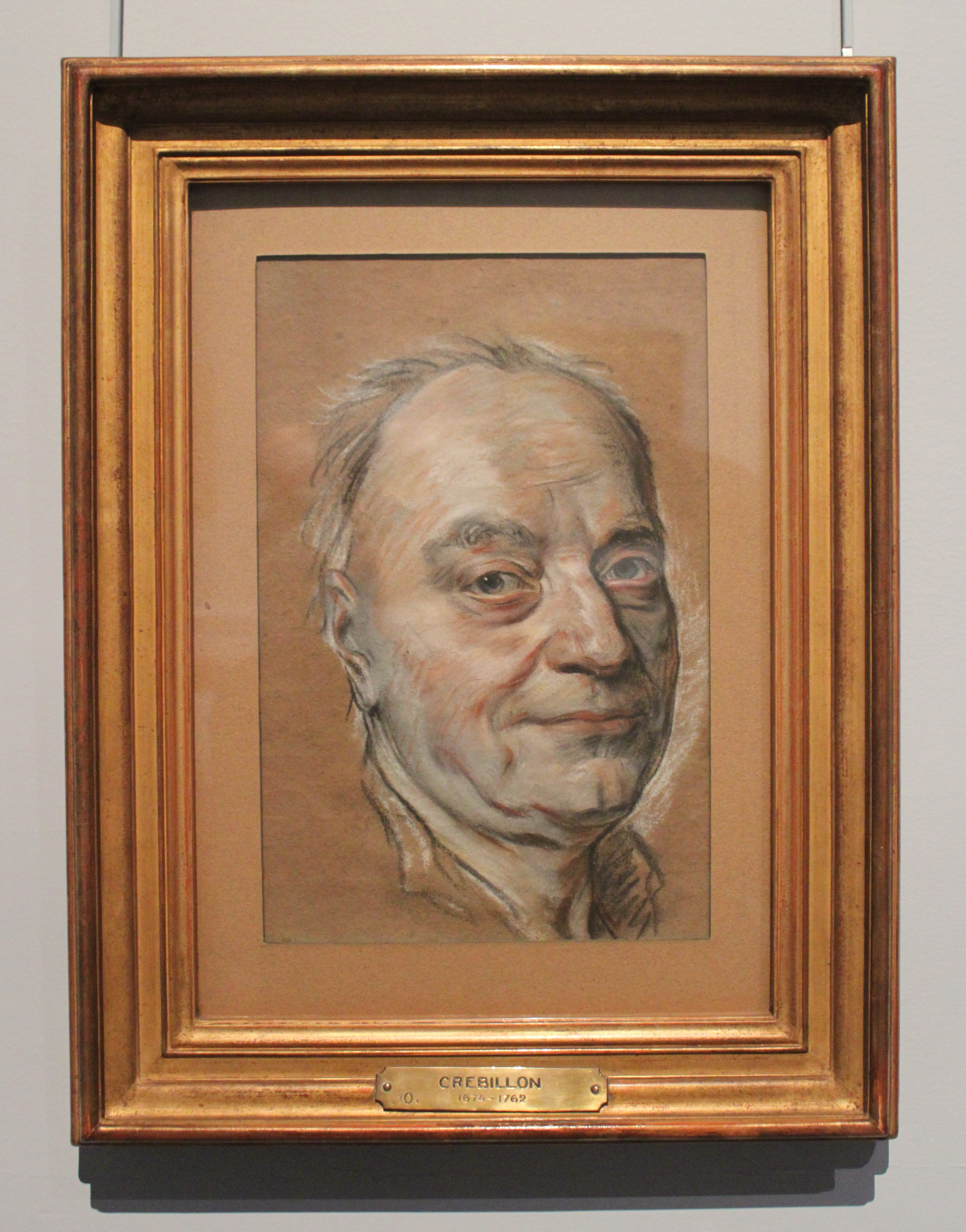
Prosper Jolyot de Crébillon.
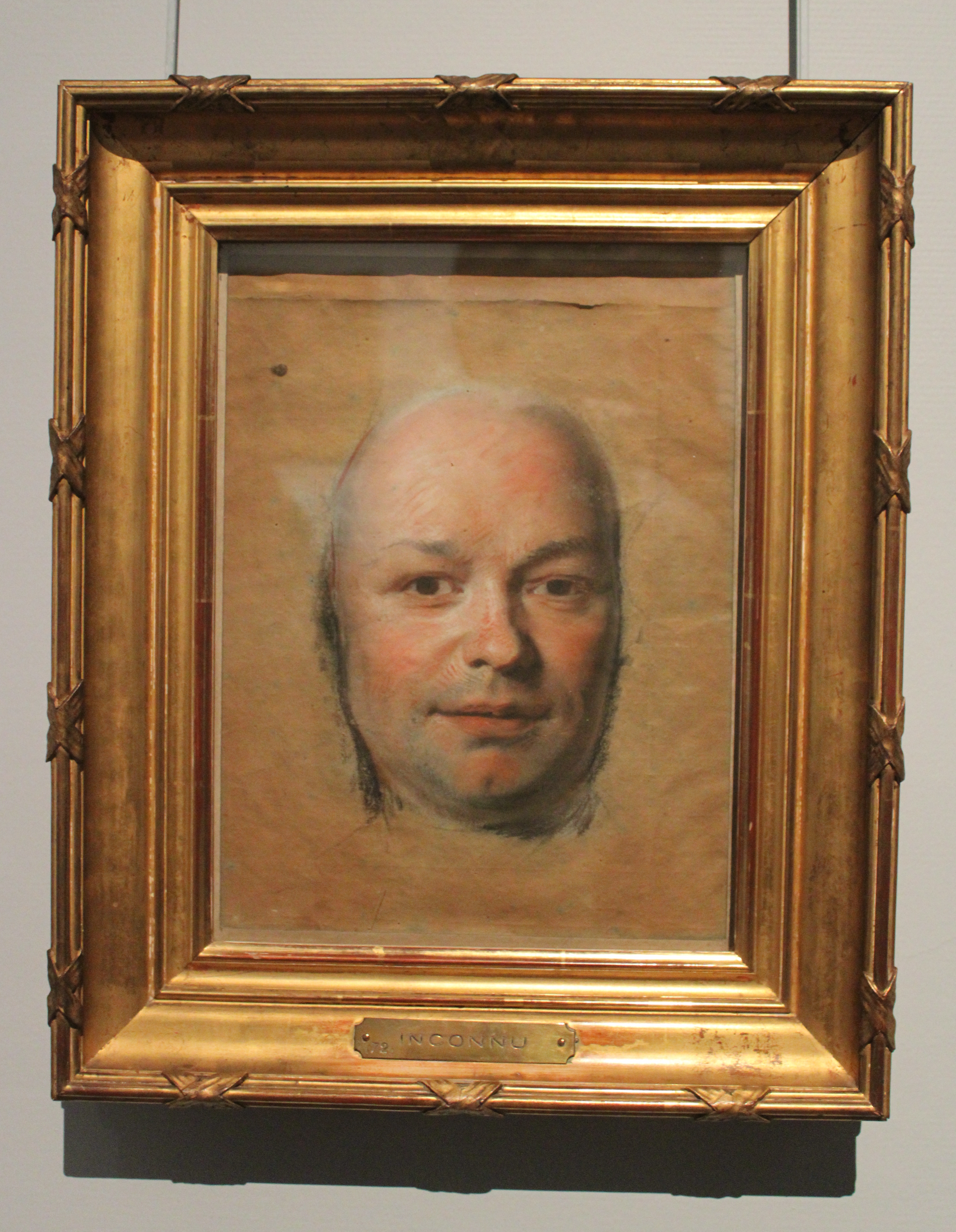
Onbekend N° 14.